# Taiyō ga Mata Kagayaku Toki
"Taiyō ga Mata Kagayaku Toki" (太陽がまた輝くとき) é uma canção de 1994, do gênero J-pop, do cantor japonês Hiro Takahashi, presente no seu segundo álbum, intitulado Welcome to Popsicle Channel.
Esta canção tornou-se famosa por ser o quarto tema de encerramento do anime Yu Yu Hakusho (episódios 84 a 102). No Brasil, ela foi interpretada por Luigi Carneiro, e recebeu o nome de "Quando o Sol Brilhar Novamente".

## Desempenho nas paradas musicais
| Parada Musical (1994) | Desempenho |
| --------------------- | ---------- |
| Oricon                | #9         |

| Parada Musical (1994) | Desempenho |
| --------------------- | ---------- |
| Oricon                | #90        |

## Créditos musicais
- Hiro Takahashi: Piano, Vocais, Sintetizador
- Miaki Harada: Guitarra elétrica
- Hiroyuki Namba: Órgão, Sintetizador
- Makoto Saito: Guitarra elétrica
- Nobuo Yagi: Harmônica

### Versão em português
- Luís Henrique: vocais
- Eudes Freitas: baixo elétrico
- Fernando Fishmann: teclados
- Hans Z: teclados, programações, violao, guitarra, e produção

## Covers
- Um cover desta canção foi lançada no álbum "V-ANIME collaboration - Homme", de 2003, interpretada por Kaya × Ryohei.[3]